# Апостольский викариат Сибири
Апостольский викариат Сибири — каноническая структура Католической Церкви, созданная 1 декабря 1921 года. В её состав вошли выделенные из состава Могилевской митрополии Иркутский, Владивостокский, Омский, Томский и Ташкентский деканаты. 2 февраля 1923 года часть территории викариата отошла к учрежденной Владивостокской епархии.

## Создание и характеристика Апостольского викариата
Создание викариата предложил Ватикану в 1920 году изгнанный из Советской России могилевский архиепископ Эдвард (Ропп).
1 декабря 1921 года папа Бенедикт XV создал подчиненный непосредственно Ватикану Апостольский викариат Сибири, который включал 5 деканатов:
- Томский (с 1 декабря 1921 года);
- Омский (с 1 декабря 1921 года);
- Иркутский (с 1 декабря 1921 года);
- Ташкентский (с 1 декабря 1921 года);
- Владивостокский (с 1 декабря 1921 года). 2 марта 1923 года отделен в самостоятельную епархию.

Центром Апостольского викариата стал сначала Харбин. В 1926 году Апостольским викарием стал томский декан Юлиан Гронский, что привело к фактическому переносу центра викариата в Томск.
После отделения Владивостокского деканата территория Апостольского викариата составляла 9,5 млн км². Очень часто один священник служил в нескольких соседних приходах и филиалах. На 1 января 1925 года в Апостольском викариате было 77920 верующих и 12 священников. По деканатам статистика на 1 января 1925 года была следующей:
- Омский деканат — 3 костела и 25120 католиков;
- Томский деканат — 5 священников и 27500 католиков;
- Иркутский деканат — 3 священника и 23800 католиков;
- Ташкентский деканат — 1 священник и 1500 католиков.

## Апостольские викарии
Апостольским викариатом Сибири руководили следующие лица:
- Герард Петровский (формально с 1 декабря 1921 года, фактически с 17 декабря 1924 года) до 1926 года;
- Юлиан Гронский. С ноября 1926 года до ареста в 1931 году;
- Иероним Церпенто (исполняющий обязанности администратора). С 1931 года до своего ареста 2 июня 1935 года.